# Phacelia mammillarensis
Phacelia mammillarensis är en strävbladig växtart som beskrevs av Atwood. Phacelia mammillarensis ingår i Faceliasläktet som ingår i familjen strävbladiga växter. Inga underarter finns listade i Catalogue of Life.